# داس‌نوک نوک‌سرخ
داس‌نوک نوک‌سرخ (نام علمی: Campylorhamphus trochilirostris) نام یک گونه از سرده داس‌نوک‌ها است.